# 自衛隊員
自衛隊員（じえいたいいん）とは、防衛省職員のうち自衛隊法によって自衛隊（自衛隊法第2条第1項）の隊員（自衛隊法第2条第5項）とされている者のこと。英語ではofficerではなくstaffとなる。

## 解説
防衛省の職員は、一部の例外を除き、国家公務員法上、特別職の国家公務員とされている（国家公務員法第2条第3項第16号）。
また「自衛隊員」という語の示す範囲は、自衛官（いわゆる制服組）のみならず、防衛事務次官などの官僚や一般事務官・技官（いわゆる背広組）等に加え、定員外の職員である自衛官候補生、即応予備自衛官、予備自衛官、予備自衛官補、防衛大学校学生、防衛医科大学校学生、陸上自衛隊高等工科学校生徒及び非常勤職員も含まれる。
ただし、次の者は自衛隊法第2条第5項及び自衛隊法施行令第1条の規定により、自衛隊員から除外されている。
- いわゆる政治任用職にある者（防衛大臣、防衛副大臣、防衛大臣政務官、防衛大臣補佐官、防衛大臣政策参与及び防衛大臣秘書官）（自衛隊法第2条第5項）。
- 防衛省の審議会等[2]の委員（自衛隊法施行令第1条第1項）
- 防衛省地方協力局労務管理課の職員（自衛隊法施行令第1条第2項）

自衛隊は日本最大の特別職の公務員組織である。コストの高い日本では人件・糧食費（給与・食事の経費）が防衛予算の45%ほどを占める。
自衛隊員は自衛隊法第64条により団結権・団体交渉権（同条第1項）、団体行動権（同条第2項乃至第3項）が認められておらず、職員団体を結成・加入することはできない。